# Klangtraube
Klangtraube is een muziekalbum van een viertal musici binnen de elektronische muziek. Hans-Joachim Roedelius, Thorsten Quaeschning, Hoshiko Yamane en Paul Frick eerden met dit album Edgar Froese. Voor die laatste wordt elke jaar een Edgar Froese Memorial Day (EFMD) gehouden op initiatief van zijn weduwe Bianca Froese-Acquaye. Op 26 januari 2019 kwamen genoemde musici bijeen in Ballhaus Rixtorf Studio aan de Kottbusser Damm in Berlijn.
Roedelius en Frick waren pioniers binnen de elektronische muziek, Quaeschning (Picture Palace Music) en Yamane zijn twee leden van Tangerine Dream, waarvan Froese de leider was.

## Muziek
Er werd een negendelige suite gespeeld

| Nr. | Titel                | Duur |
| --- | -------------------- | ---- |
| 1.  | Klangtraube (part 1) | 5:45 |
| 2.  | Klangtraube (part 2) | 5:23 |
| 3.  | Klangtraube (part 3) | 7:42 |
| 4.  | Klangtraube (part 4) | 5:07 |
| 5.  | Klangtraube (part 5) | 5:41 |
| 6.  | Klangtraube (part 6) | 3:10 |
| 7.  | Klangtraube (part 7) | 3:05 |
| 8.  | Klangtraube (part 8) | 4:50 |
| 9.  | Klangtraube (part 9) | 8:31 |